# کاریز در ایران و شیوه‌های سنتی بهره‌گیری از آن
کاریز در ایران و شیوه‌های سنتی بهره‌گیری از آن کتابی به نویسندگی جواد صفی‌نژاد، استاد گروه انسان‌شناسی دانشکده علوم اجتماعی دانشگاه تهران است که در سال ۱۳۹۶ توسط نشر پویه مهر اشراق به زبان فارسی منشتر شد.

## جوایز
کتاب کاریز در ایران و شیوه‌های سنتی بهره‌گیری از آن به عنوان یکی از برگزیدگان سی و ششمین دوره کتاب سال ایران انتخاب شد.